# Afef Jnifen
Afef Jnifen, nota anche semplicemente come Afef (in arabo عفاف جنيفان‎?; Ben Gardane, 3 novembre 1963), è una showgirl, modella e conduttrice televisiva tunisina naturalizzata italiana.

## Biografia
È quarta di sei figli. Suo padre, Mohamed Jnifen, è stato ministro plenipotenziario per i rapporti bilaterali tra Tunisia e Libia; sua madre, Saida Benina, invece, è di origini turche. Si trasferisce a Parigi per diventare indossatrice. Entrata nell'ambiente della moda viaggia molto, visitando numerosi Paesi fino a quando approda in Italia, dove viene subito apprezzata da celebri stilisti. Viene definitivamente lanciata da Jean-Paul Goude, il regista fotografo che ha lanciato anche Grace Jones, con il quale lavora per alcuni spot pubblicitari; in seguito lavora per celebri stilisti dell'alta moda italiana e francese, come Alaia, Armani, Gaultier, Chanel, Cavalli. Dal 2003 è giornalista pubblicista, iscritta all'Ordine dei Giornalisti della Lombardia.
Dal matrimonio con Marco Squariti ha avuto il figlio Sammy. Tra il 1996 e il 1997 lavora in televisione partecipando come ospite fissa al Maurizio Costanzo Show mentre dal 5 ottobre dello stesso anno al 30 maggio 1999 conduce il rotocalco di Mediaset Nonsolomoda. Nello stesso periodo conosce l'imprenditore Marco Tronchetti Provera, presidente ed amministratore delegato del gruppo Pirelli, che sposerà nel 2001 e dal quale si separerà consensualmente nel 2018. Nel 1999 ha partecipato alla puntata televisiva Il ladro di merendine della serie Il commissario Montalbano interpretando il ruolo di Karima Moussa.
Nel 1999 avviene la sua prima esperienza nella Rai conducendo insieme con Fabrizio Frizzi Scommettiamo che...?. Nel 2004 ha presentato una puntata speciale de Le Iene e dal 2006 è valletta nel programma La grande notte, condotta da Gene Gnocchi su Rai 2. Nel 2005, dopo una polemica tra lei e l'allora Presidente del Senato Marcello Pera per ciò che concerne l'integrazione dei musulmani in Italia, si parlò di una sua possibile candidatura con l'UDEUR, partito guidato da Clemente Mastella, in vista delle imminenti elezioni politiche, cosa che comunque non avvenne. Dal 2008 è testimonial pubblicitario di L'Oréal. 

### Vita privata
Nel 2001 sposò Marco Tronchetti Provera da cui si separò consensualmente nel 2018. Nel 2021 ha sposato in Costa Azzurra l'imprenditore italiano Alessandro Del Bono.